# Quiriquire (Monagas)
Quiriquire es una población del estado Monagas, Venezuela, capital del municipio Punceres. Su población de acuerdo al censo de 2011 era de 28 069 habitantes.

## Economía
Una de las actividades principales es la generada por la explotación del campo petrolero Quiriquire. En 2006, PDVSA y Repsol formaron la empresa mixta Petroquiriquire, con el fin de aumentar la producción de petróleo.

## Geografía
Quiriquire se halla en el centro-norte del Estado Monagas y al sursudoeste de Caripito y al Norte-Noroeste de Maturín.

### Fauna
- Alacrán (Tityus caripitensis), especie venenosa.[3]
- Mantis (Paraphotina insolita), especies de mantis.[4]

## Sitios de interés
- Monumento a la identidad de Punceres.
- Aguas termales Los Baños.

## Medios de comunicación
- Puncereña 92.5
- La Voz del Valle 93.1
- NTR Punceres 105.7